# 이은미 (1966년)
이은미(1966년 6월 18일(음력 4월 30일) ~ )는 대한민국의 가수이다. 

## 학력
- 동명여자고등학교 졸업 (85년)

## 음반 목록
정규 음반
- 1992년: 《기억 속으로》
- 1993년: 《어떤 그리움》
- 1997년: 《자유인》
- 1998년: Beyond Face
- 2001년: Noblesse
- 2005년: Ma Non Tanto

## 방송
- 2010년 MBC 《스타 오디션 위대한 탄생》... 심사위원
- 2012년 MBC 《나는 가수다 시즌2》... 가수 및 MC
- 2017년 JTBC 《김제동의 톡투유 - 걱정 말아요! 그대》 ... 109회 게스트
- 2019년 교통방송 《이은미와 함께라면》
- 2020년 MBC 《트로트의 민족》심사위원 10월 23일~
- 2023년 KBS2 《골든걸스》
- 2024년 MBC 《라디오스타》게스트
- 2024년 SBS 《신발 벗고 돌싱포맨》 … 게스트

## 수상 연혁 및 기타 사항
- 2002년 문화관광부 문화의 날 오늘의 젊은 예술가상
- 2006년 한국 가수로는 최초로 라스베가스 힐튼 호텔에 초청받아 공연
- 2023년 KBS 연예대상 쇼&버라이어티 부문 여자 신인상

## 그 외
- 《굿모닝 대통령》(1989년) ... 음악부문
- 《런어웨이》(1995년) ... 음악부문